# Jacob-Bellecombette
Pour les articles homonymes, voir Jacob (homonymie).
Jacob-Bellecombette est une commune française située dans le département de la Savoie, en région Auvergne-Rhône-Alpes.
Historiquement la commune correspond à la réunion de deux anciens hameaux à la fin du Moyen-Âge et fait actuellement partie de l'agglomération chambérienne et de Grand Chambéry. Son territoire de dimension modeste est partagé entre la cluse de Chambéry et les premiers contreforts nord du massif de la Chartreuse. La commune accueille l'un des sites de l'université Savoie-Mont-Blanc.

## Géographie

### Situation
La commune de Jacob-Bellecombette est située dans le département de la Savoie, au sud de la préfecture qu'est la ville de Chambéry. D'une superficie relativement limitée, la commune s'étend sur 2,47 km2 dans la cluse de Chambéry, plus précisément sur les contreforts nord du massif de la Chartreuse.
Malgré ces premières pentes, Jacob-Bellecombette comporte un dénivelé de moins de 300 mètres, d'une altitude minimale de 290 m à la limite avec le quartier du Biollay de Chambéry au nord-ouest, à 576 m à la limite du hameau du Haut Chanaz de Barberaz, au sud-est.
La crête sur laquelle est situé ce hameau marque la limite est de la commune. Au sud-ouest, c'est le ruisseau du Pontet qui marque la limite avec Cognin. Du côté de Chambéry, au nord, les limites sont fixées au niveau de certaines rues, comme la rue du Chaney.

### Hydrographie
Le ruisseau du Pontet, ou Nant du Pontet, est le seul cours d'eau arrosant la commune. Arrivant par Montagnole au sud-est, ce cours d'eau se jette dans l'Hyères à Cognin à moins de 500 m de la limite ouest de Jacob-Bellecombette. Sur la commune, ce ruisseau comporte plusieurs cascades, des marmites et de petites gorges.

### Climat
Pour des articles plus généraux, voir Climat d'Auvergne-Rhône-Alpes et Climat de la Savoie.
En 2010, le climat de la commune est de type climat des marges montargnardes, selon une étude du Centre national de la recherche scientifique s'appuyant sur une série de données couvrant la période 1971-2000. En 2020, Météo-France publie une typologie des climats de la France métropolitaine dans laquelle la commune est exposée à un climat de montagne ou de marges de montagne et est dans la région climatique Alpes du nord, caractérisée par une pluviométrie annuelle de 1 200 à 1 500 mm, irrégulièrement répartie en été.
Pour la période 1971-2000, la température annuelle moyenne est de 10,8 °C, avec une amplitude thermique annuelle de 18,2 °C. Le cumul annuel moyen de précipitations est de 1 264 mm, avec 8,9 jours de précipitations en janvier et 8 jours en juillet. Pour la période 1991-2020, la température moyenne annuelle observée sur la station météorologique de Météo-France la plus proche, « Challes les Eaux », sur la commune de Challes-les-Eaux à 5 km à vol d'oiseau, est de 11,8 °C et le cumul annuel moyen de précipitations est de 1 147,6 mm,. Pour l'avenir, les paramètres climatiques de la commune estimés pour 2050 selon différents scénarios d'émission de gaz à effet de serre sont consultables sur un site dédié publié par Météo-France en novembre 2022.

#### Tableau des températures
- Températures minimales et maximales enregistrées en 2015 à Jacob-Bellecombette.

| Mois                              | jan. | fév. | mars | avril | mai  | juin | jui. | août | sep. | oct. | nov. | déc. |
| --------------------------------- | ---- | ---- | ---- | ----- | ---- | ---- | ---- | ---- | ---- | ---- | ---- | ---- |
| Température minimale moyenne (°C) | −0,2 | 0,3  | 3,1  | 6     | 10,5 | 14,3 | 17   | 15,1 | 10,4 | 6,7  | 2,7  | −0,6 |
| Température maximale moyenne (°C) | 7,3  | 7,6  | 13,7 | 18,4  | 21,8 | 27,1 | 31,5 | 27,4 | 21,6 | 15,6 | 12,5 | 9,5  |

### Communes limitrophes

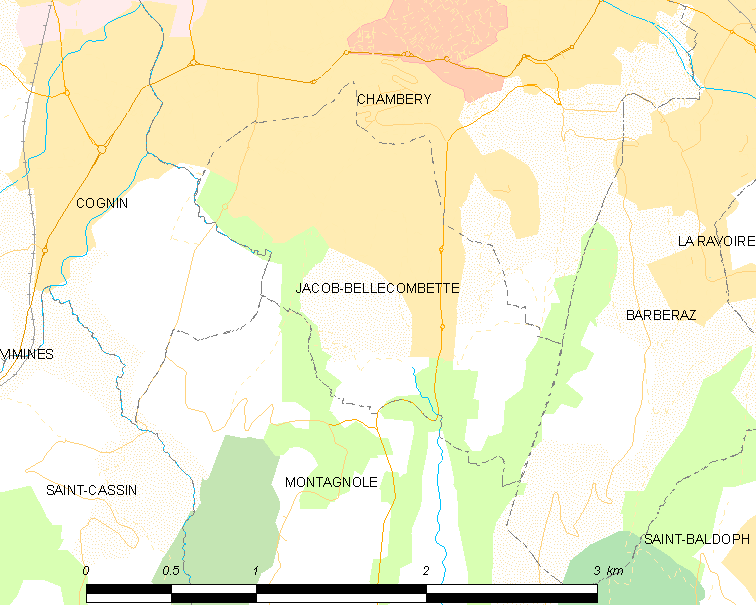
Jacob-Bellecombette et les communes voisines.

Jacob-Bellecombette possède au total quatre communes limitrophes, dont Chambéry au nord et nord-ouest de la commune. Les autres communes sont Barberaz à l'est et sud-est, Montagnole au sud et Cognin à l'ouest.
| Chambéry          | Chambéry            | Chambéry |
| Cognin            | Jacob-Bellecombette | Barberaz |
| Cognin Montagnole | Montagnole          | Barberaz |

### Voies de communication et transports

#### Voies routières

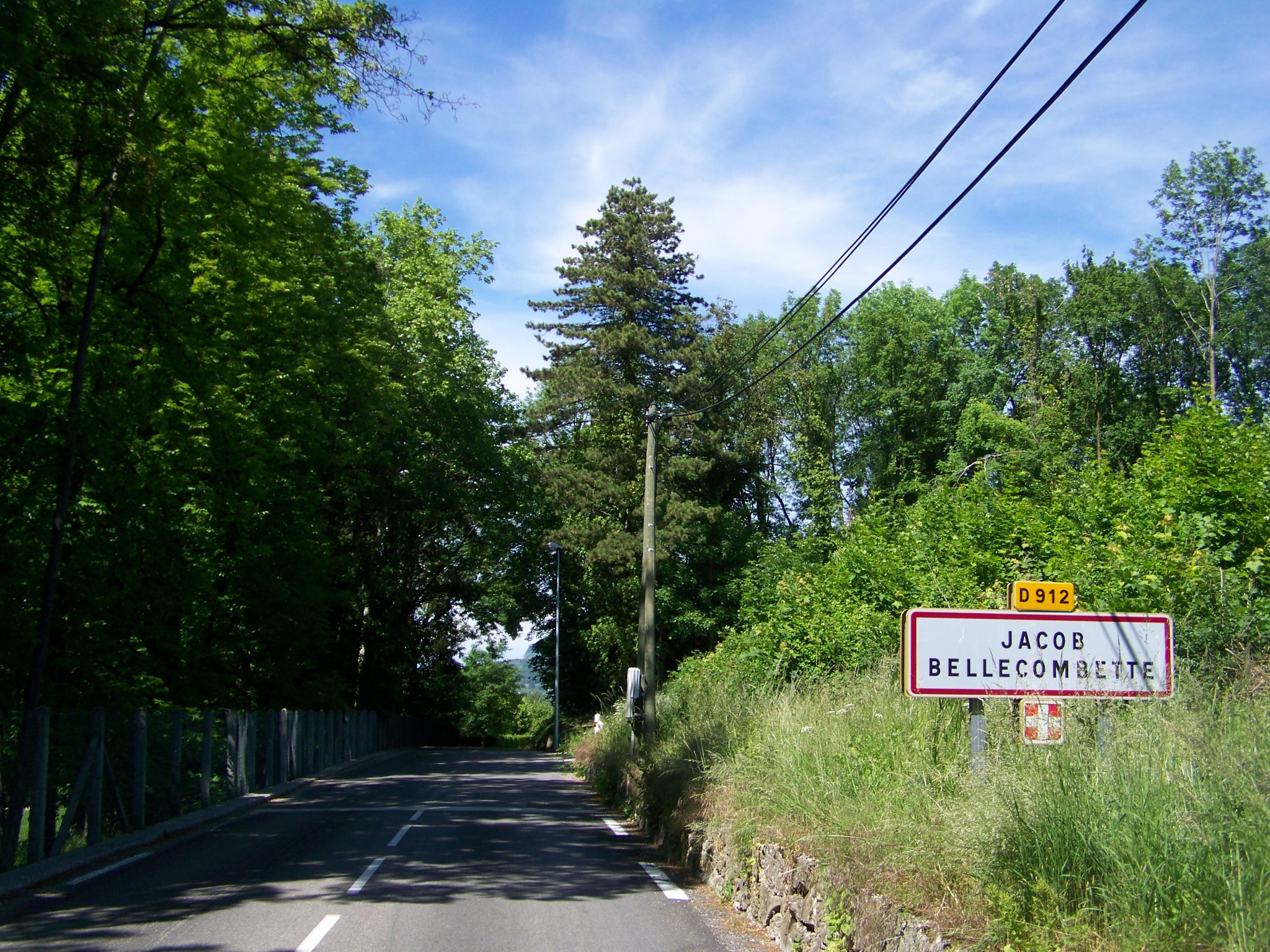
Entrée de l'ex-RN 512 à Jacob en arrivant du col du Granier en Chartreuse.

La commune de Jacob-Bellecombette n’est traversée par aucun itinéraire routier majeur, qu'il s'agisse d'autoroute de routes nationales.
Toutefois, la commune se situe à proximité de la route nationale 201, dite aussi « Voie rapide urbaine de Chambéry », assurant la liaison entre les autoroutes A41 pour Annecy, Genève ou Grenoble, et A43 pour Lyon ou l'Italie via les vallées alpines. Plus proche se trouve également l'ancienne route nationale 6, aujourd'hui RD 1006, qui relie Lyon à l'Italie par la vallée de la Maurienne et le col du Mont-Cenis. Arrivant de Cognin, elle dessert le sud de Chambéry à moins d'1 km de la limite nord-ouest de Jacob-Bellecombette.
Par ailleurs, la commune voit passer sur son territoire l’ancienne Route nationale 512 (actuelle RD 912), arrivant de Grenoble et se terminant à Chambéry (Bellevue) après traversée du massif de la Chartreuse par le col du Granier. Cette route est reliée à la mairie et à l'église par la route de Bellecombette.

#### Transports ferroviaires
Jacob-Bellecombette n’est aujourd'hui desservie par aucune ligne ferroviaire. La grande gare ferroviaire la plus proche est la gare de Chambéry - Challes-les-Eaux à moins de 5 km. Elle permet des liaisons par TER Rhône-Alpes vers les chefs-lieux de certains départements rhônalpins, dont Lyon, ainsi que les vallées de la Maurienne et de la Tarentaise et Genève en Suisse. Des liaisons TGV existent également avec Paris, ainsi qu'avec Turin et Milan en Italie.
Par le passé, Jacob-Bellecombette pouvait être desservie par la halte de Cognin, aujourd'hui fermée. Cette halte est située sur la ligne de Saint-André-le-Gaz à Chambéry qui longe l'ouest de la commune en direction de l’avant-pays savoyard, puis de Lyon.
Jacob-Bellecombette a aussi été traversée par plusieurs lignes industrielles atypiques pour relier les carrières se trouvant sur le haut de la commune, autour du lieu-dit Tire Poil, mais surtout les carrières de Montagnole, à l'usine des ciments Chiron à La Revériaz sur Chambéry. Tout d'abord par un chemin de fer à voie étroite de 0,6m - à crémaillère par endroit - de 1912 à 1924 (avec des locomotives à vapeur), remplacé pour la partie centrale par un télébenne à motorisation électrique de 1924 à 1963 (et passage à des locotracteurs électriques aux extrémités), et enfin par une voie ferrée souterraine de largeur 1,1m (utilisant les locotracteurs électriques élargis) : le "Métro de Montagnole", de 1963 à la fin d'exploitation du ciment par Vicat en 1993.

#### Transport aérien
L'aéroport le plus proche de la commune est l'aéroport de Chambéry - Savoie, situé au sud du lac du Bourget à une douzaine de kilomètres. Principalement actif durant la saison hivernale en raison de la présence des stations de sport d'hiver, l'aéroport offre aussi des liaisons régulières avec la Grande-Bretagne et les Pays-Bas.
Un peu plus proche, se trouve l’aérodrome de Chambéry - Challes-les-Eaux, notamment spécialisé dans les vols en planeurs.

#### Transports en commun

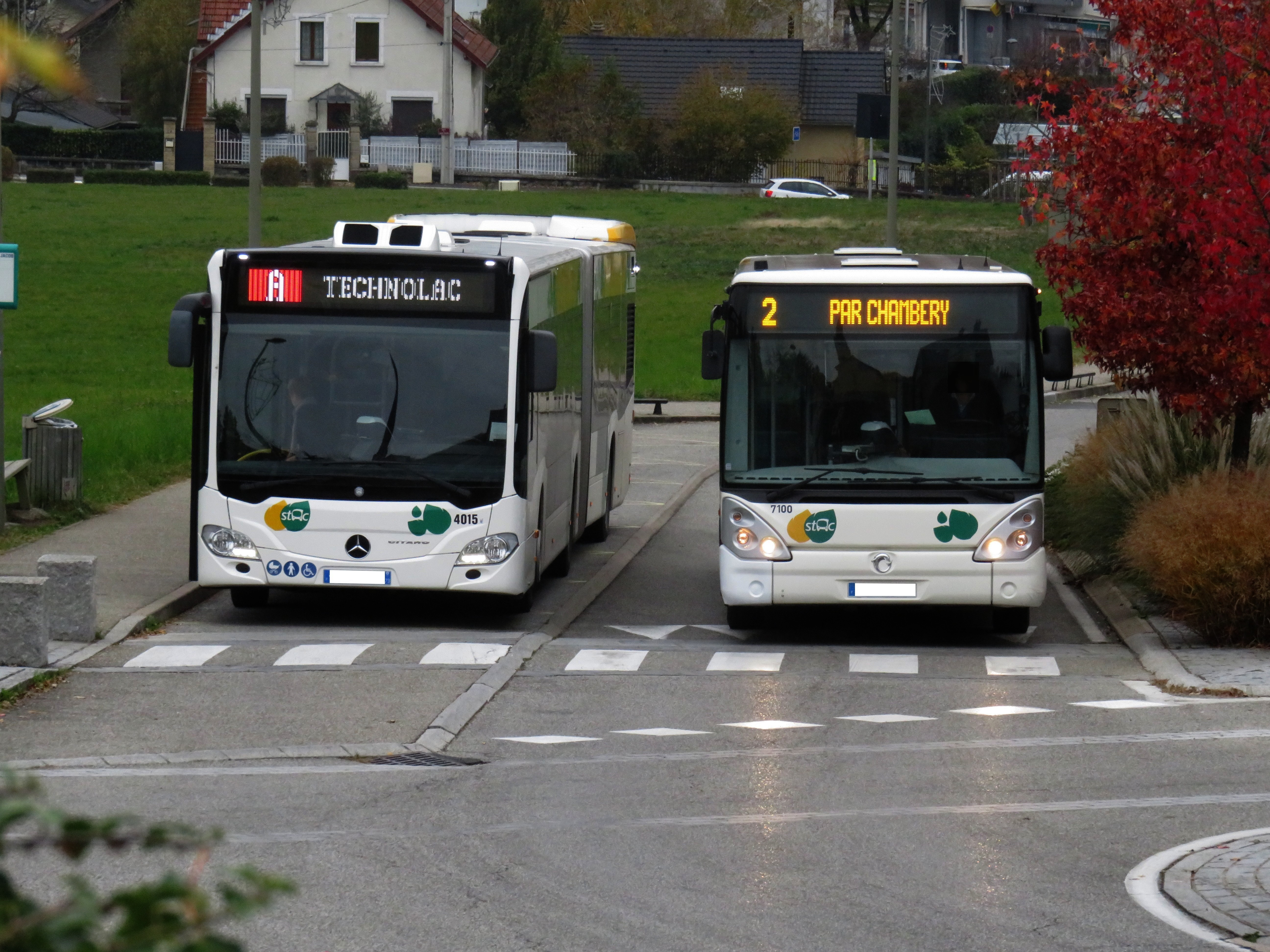
Deux bus du réseau STAC, devant le campus de l’université, en novembre 2017.

Le territoire communal est desservi par trois lignes du réseau de bus STAC, géré conjointement par Grand Chambéry et Transdev Chambéry. Les lignes concernées sont :
- la ligne   A  , qui dispose de son terminus au sud de la commune, relie les deux campus savoyards de l’Université Savoie-Mont-Blanc (au Bourget-du-Lac et à Jacob-Bellecombette) via le centre-ville de Chambéry. Elle ne dessert que son terminus sur le territoire communal (“Université Jacob”).
- la ligne  2 , qui entre dans la commune par le nord-ouest et en sort à l’est, relie le quartier du Biollay au quartier des Hauts-de-Chambéry, les deux étant rattachés à la Cité des ducs. Elle dessert dix arrêts sur le territoire jacobin (“Université Jacob”, “Mairie Jacob”, “A. Chypre”, “Silènes”, “Champ Parin”, “Ancolies”, “Muses Galantes”, “Bellecombette”, “Mi-Vallon” et “Bellevue”).
- la ligne  16 , qui arrive sur le territoire depuis le sud-ouest et dispose de son terminus à l’université, relie la commune à Saint-Cassin. Elle ne dessert que son terminus à Jacob-Bellecombette (“Université Jacob”). En heures creuses, cette ligne est assurée en transport à la demande, ce qui permet, en réservant son trajet jusqu’à deux heures avant l’heure souhaitée, d’être récupéré par un bus et déposé au campus, d’où la ligne A assure des départs vers le centre-ville de Chambéry.

Le dimanche et les jours fériés, seule la ligne   A   circule. Le réseau de nuit ayant été supprimé dans le cadre du nouveau réseau, la commune ne voit plus de bus traverser son territoire après 22 ou 23 heures, selon les jours.

## Toponymie
Jacob-Bellecombette est créé en 1497, de la fusion du village de Bellecombette, anciennement rattaché à la paroisse de Montagnole, et du hameau de Jacob, relevant du prieuré de Lémenc,.
- Bellecombette

Le terme « combe », issu du gaulois cumba et attesté sous les formes Comps, Cons, Combs signifiant « creux » ou « vallée » désigne une dépression de profil intermédiaire, moins encaissée que le creux, mais moins vaste que la vallée. Le nom de Bellecombette (Bellacombetta) est citée dans un document datant de 1232
- Jacob

Le toponyme provient d'un nom d'homme issu de la Bible. Il s'agit de la forme ecclésiastique savante de Jacques. L'église, dédiée à saint Maurice, est mentionnée dès 1250 (Ecclesia Jacob).
En francoprovençal, le nom de la commune s'écrit Zhoko, selon la graphie de Conflans.

## Urbanisme

### Typologie
Au 1er janvier 2024, Jacob-Bellecombette est catégorisée grand centre urbain, selon la nouvelle grille communale de densité à sept niveaux définie par l'Insee en 2022.
Elle appartient à l'unité urbaine de Chambéry, une agglomération intra-départementale regroupant 35  communes, dont elle est une commune de la banlieue,,. Par ailleurs la commune fait partie de l'aire d'attraction de Chambéry, dont elle est une commune du pôle principal,. Cette aire, qui regroupe 115 communes, est catégorisée dans les aires de 200 000 à moins de 700 000 habitants,.

### Occupation des sols
L'occupation des sols de la commune, telle qu'elle ressort de la base de données européenne d’occupation biophysique des sols Corine Land Cover (CLC), est marquée par l'importance des territoires artificialisés (46 % en 2018), en augmentation par rapport à 1990 (29,3 %). La répartition détaillée en 2018 est la suivante : 
zones urbanisées (46 %), zones agricoles hétérogènes (27,6 %), forêts (19,1 %), prairies (7,4 %).
L'IGN met par ailleurs à disposition un outil en ligne permettant de comparer l’évolution dans le temps de l’occupation des sols de la commune (ou de territoires à des échelles différentes). Plusieurs époques sont accessibles sous forme de cartes ou photos aériennes : la carte de Cassini (XVIIIe siècle), la carte d'état-major (1820-1866) et la période actuelle (1950 à aujourd'hui).

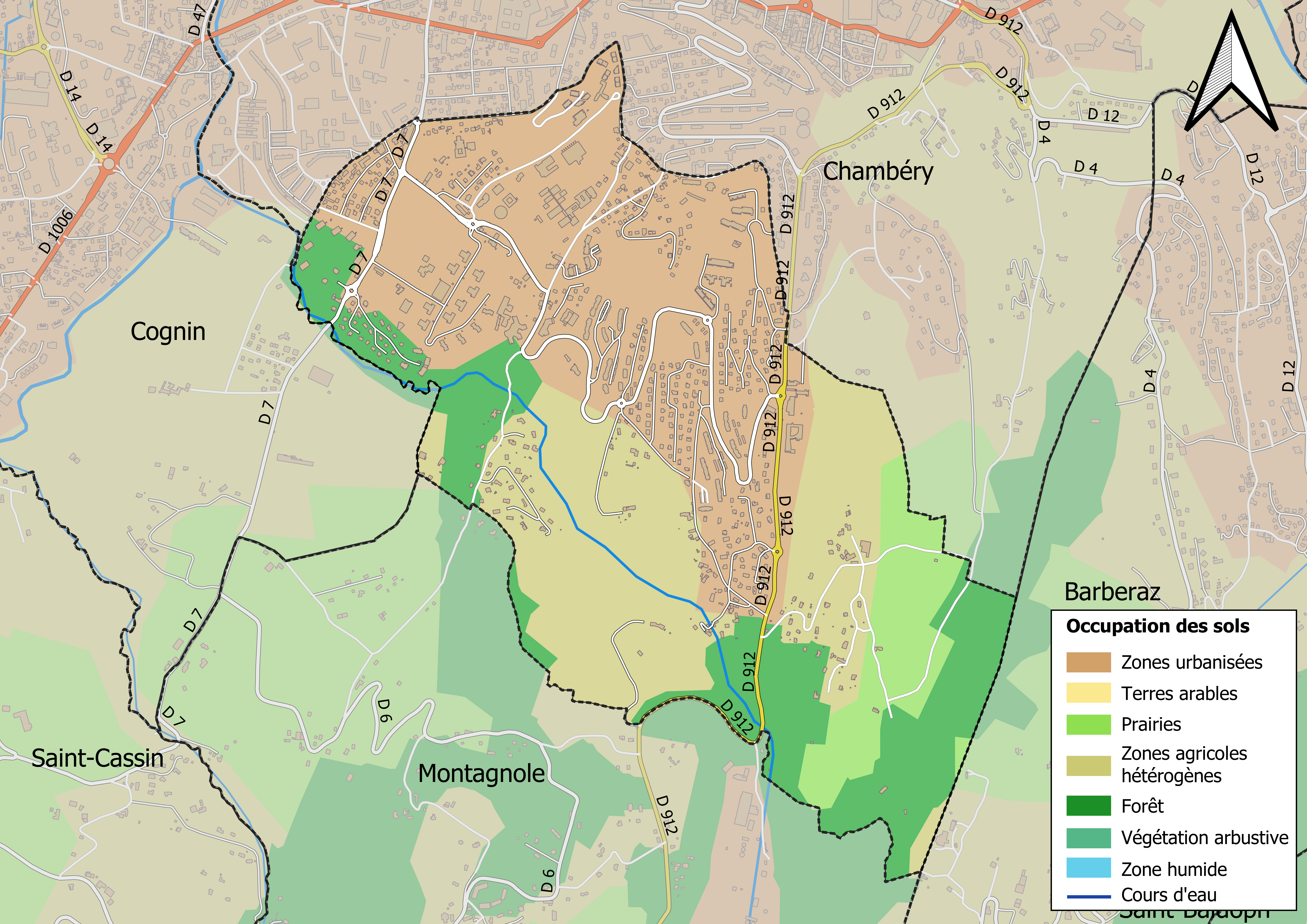
Carte des infrastructures et de l'occupation des sols en 2018 (CLC) de la commune.
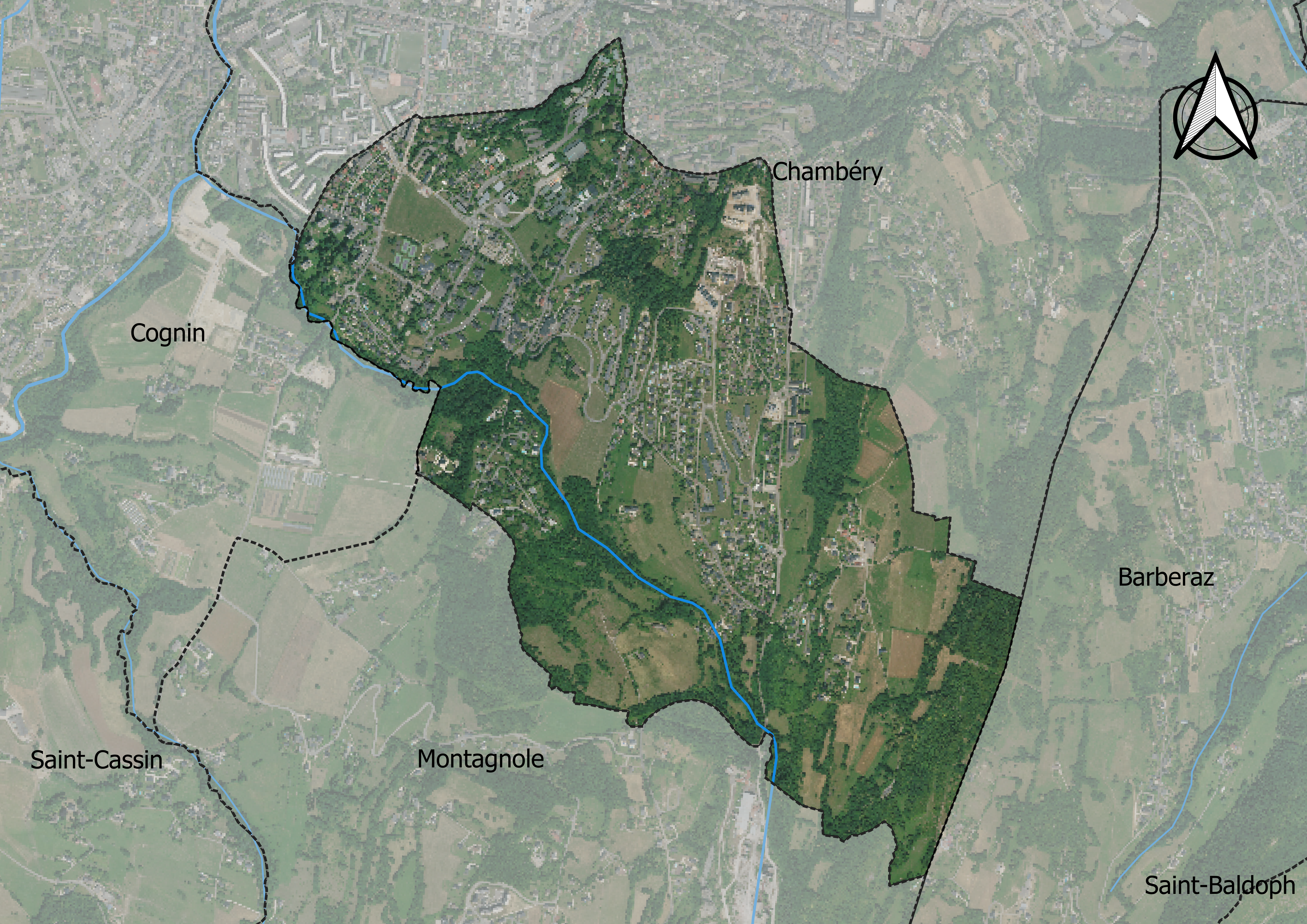
Carte orthophotogrammétrique de la commune.

### Hameaux, lieux-dits et écarts
La commune de Jacob Bellecombette se compose d'une agglomération centrale divisé en quartiers urbains mais aussi de plusieurs hameaux ruraux, ainsi que de nombreux lieux-dits et écarts,.
| - Bellevue - Le Belvédère - Le Chanay - Les Charmettes - La Grobelle - La Basinière | - Bellecombette - Tire-poil - La Tignette - Sécheron - Buisson rond | - La Souris - Le Biollay - La Favorite - Le Grillon - Château de la Peysse / Peisse |

## Histoire

### Moyen-Âge et Renaissance
Jacob est mentionné par l'intermédiaire de son église Ecclesia Jacob, dans un document datant de l'année 1250, reproduit par le Régeste dauphinois. Son église est dédié au martyr Maurice d'Agaune. Le hameau de Jacob relève de l'autorité du prieuré de Lémenc, installé au pied de la colline du même nom.
Bellecombette est un village relevant de la paroisse de Montagnole et de la seigneurie de Villeneuve située à Cognin, plus à l'ouest
En 1497, les deux ensembles fusionnent pour donner naissance à une nouvelle entité,.

### Époque contemporaine
Au cours de la période révolutionnaire et impériale d'annexion du duché de Savoie à la France, l'administration s'interroge sur la réunion de la paroisse à celle de Maché, de Chambéry.
En 1860, la Savoie devient française. Jacob-Bellecombette appartient au nouveau département de la Savoie.
Au lendemain de la Seconde Guerre mondiale, la question de la fusion de la commune à la ville de Chambéry est posée. Les auteurs de Histoire des communes savoyardes (1982) soulignent que « Jacob-Bellecombette semble avoir toujours été trop petite et trop proche de Chambéry pour bénéficier d'une vie propre », toutefois les « sérieuses discussions, [les] graves débats aboutirent… au statu quo ».

## Politique et administration

### Administration municipale

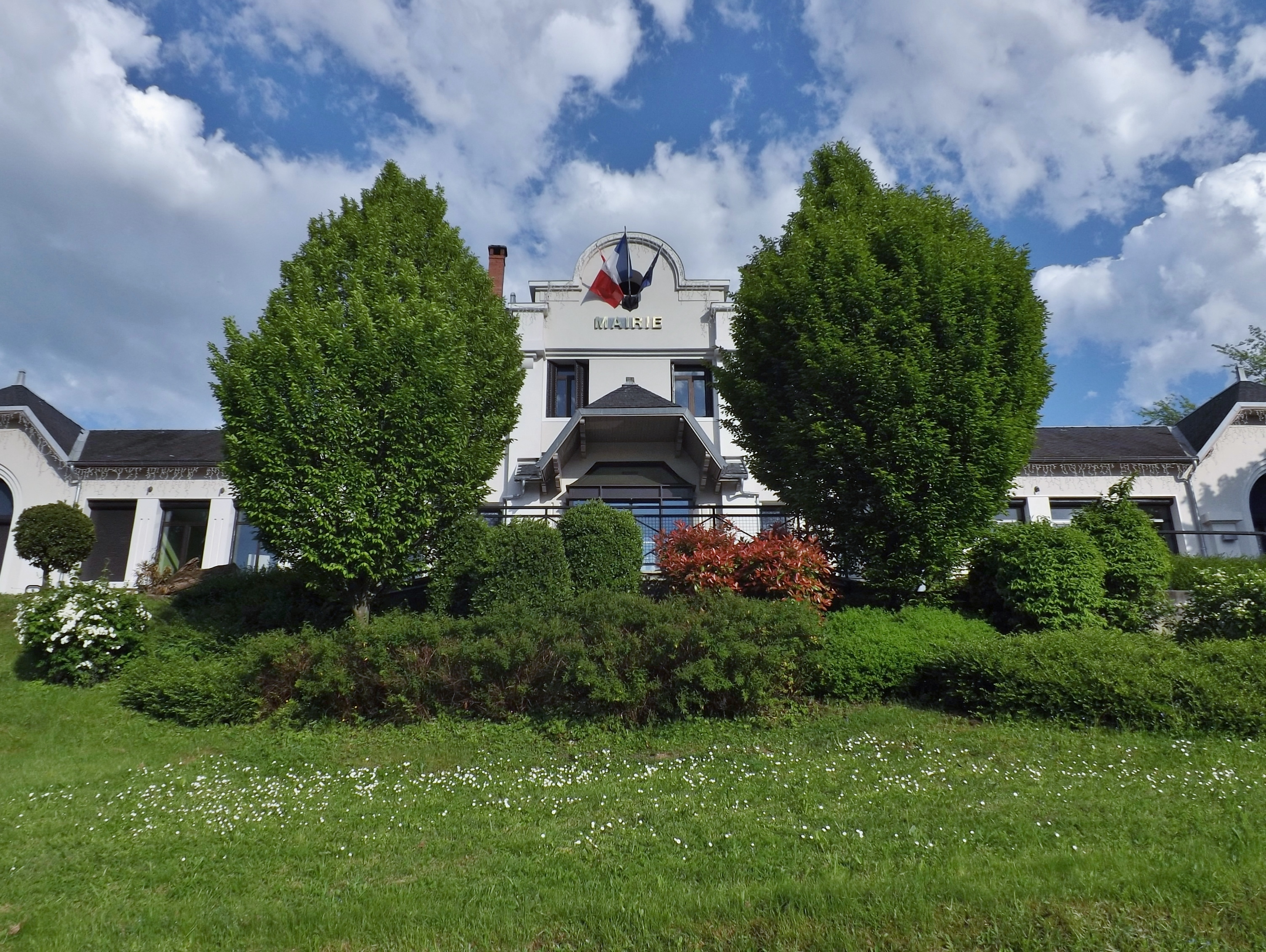
Mairie de Jacob-Bellecombette.

Le conseil municipal de Jacob-Bellecombette se compose de vingt-sept membres (le maire, sept adjoints et dix-neuf conseillers municipaux).
Voici ci-dessous le partage des sièges au sein du conseil municipal entre les deux groupes :

### Tendances politiques et résultats
|                                 | 1er score | 1er score                             | 2e score | 2e score                                | Participation |
| Élections européennes de 2014   |           | 29,46 % pour Renaud Muselier (UMP)    |          | 13,44 % pour Jean-Marie Le Pen (FN)     | 46,71 %       |
| Élections municipales de 2014   |           | 72,97 % pour Brigitte Bochaton (SE)   |          | 27,02 % pour Antoine Fatiga (DVG)       | 58,22 %       |
| Élections législatives de 2012  |           | 51,79 % pour Bernadette Laclais (PS)  |          | 48,21 % pour Christiane Brunet (DVD)    | 56,46 %       |
| Élection présidentielle de 2012 |           | 50,51 % pour François Hollande (PS)   |          | 49,49 % pour Nicolas Sarkozy (UMP)      | 82,23 %       |
| Élections régionales de 2010    |           | 57,04 % pour Jean-Jack Queyranne (PS) |          | 36,47 % pour Françoise Grossetête (UMP) | 49,93 %       |
| Élections cantonales de 2008    |           | 55,05 % pour Lionel Mithieux (MoDem)  |          | 44,95 % pour Paul Chevallier (PS)       | 44,65 %       |

### Liste des maires
Depuis 1945, sept maires se sont succédé :

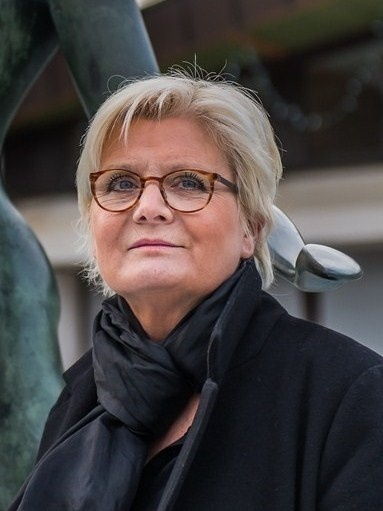
Brigitte Bochaton, mairie de Jacob-Bellecombette

| Période   | Période                 | Identité              | Étiquette | Qualité |
| --------- | ----------------------- | --------------------- | --------- | --- |
| 1945      | 1955                    | Léon Savit            |           | |
| 1955      | mars 1965               | Marius Darves         |           | |
| mars 1965 | 1981 (démission)        | Jean-Baptiste Richard |           | Ingénieur |
| 1981      | mars 1989               | André Guichon         |           | |
| mars 1989 | juin 1995               | Auguste Bernard       |           | |
| juin 1995 | mars 2008               | Jean-Louis Favre      | DVD       | |
| mars 2008 | En cours (au juin 2020) | Brigitte Bochaton     | DVD-UDI   | Assistante de régulation médicale Conseillère départementale du canton de Chambéry-2 (2015 → ) 8e vice-présidente du conseil départemental de la Savoie (2015 → ) |

## Population et société

### Démographie
Ses habitants sont appelés les Jacobines et Jacobins,.

L'évolution du nombre d'habitants est connue à travers les recensements de la population effectués dans la commune depuis 1793. Pour les communes de moins de 10 000 habitants, une enquête de recensement portant sur toute la population est réalisée tous les cinq ans, les populations de référence des années intermédiaires étant quant à elles estimées par interpolation ou extrapolation. Pour la commune, le premier recensement exhaustif entrant dans le cadre du nouveau dispositif a été réalisé en 2007.

En 2022, la commune comptait 4 340 habitants, en évolution de +10,1 % par rapport à 2016 (Savoie : +3,63 %, France hors Mayotte : +2,11 %).
| 1793 | 1800 | 1806 | 1822 | 1838 | 1848 | 1858 | 1861 | 1866 |
| ---- | ---- | ---- | ---- | ---- | ---- | ---- | ---- | ---- |
| 331  | 448  | 371  | 312  | 346  | 327  | 312  | 317  | 305  |

| 1872 | 1876 | 1881 | 1886 | 1891 | 1896 | 1901 | 1906 | 1911 |
| ---- | ---- | ---- | ---- | ---- | ---- | ---- | ---- | ---- |
| 334  | 349  | 348  | 331  | 339  | 317  | 314  | 314  | 320  |

| 1921 | 1926 | 1931 | 1936 | 1946 | 1954 | 1962 | 1968  | 1975  |
| ---- | ---- | ---- | ---- | ---- | ---- | ---- | ----- | ----- |
| 309  | 326  | 465  | 562  | 712  | 733  | 806  | 1 074 | 2 410 |

| 1982  | 1990  | 1999  | 2006  | 2007  | 2012  | 2017  | 2022  | - |
| ----- | ----- | ----- | ----- | ----- | ----- | ----- | ----- | - |
| 2 420 | 2 592 | 3 584 | 3 885 | 3 929 | 3 870 | 3 984 | 4 340 | - |

### Enseignement
La commune de Jacob-Bellecombette est située dans l'académie de Grenoble. En 2018, elle administre une école élémentaire publique (maternelle et élémentaire) le « Grand pré ».
La commune accueille l'un des trois sites de l'université Savoie-Mont-Blanc, regroupant les facultés de Droit, de Lettres, Langues et Sciences Humaines (UFR LLSH) et celui de l'institut d'administration des entreprises (IAE).

### Médias

#### Radios et télévisions
La ville est couverte par des antennes locales de radios dont France Bleu Pays de Savoie ainsi que par des antennes locales de radios dont France Bleu Pays de Savoie, Radio ISA et Radio Couleur Chartreuse. La chaîne de télévision locale TV8 Mont-Blanc diffuse des émissions sur les pays de Savoie, notamment l'émission « La Place du village ». France 3 et sa station régionale France 3 Alpes, peuvent parfois relater les faits de vie de la commune.

#### Presse et magazines
La presse écrite locale est représentée par des titres comme Le Dauphiné libéré, avec son édition du Chartreuse et de Chambéry, L'Essor savoyard, ou encore la Vie Nouvelle.

## Économie
Le commune fait partie de l'aire géographique de production et transformation du « Bois de Chartreuse », la première AOC de la filière Bois en France,.

## Culture locale et patrimoine

### Lieux et monuments

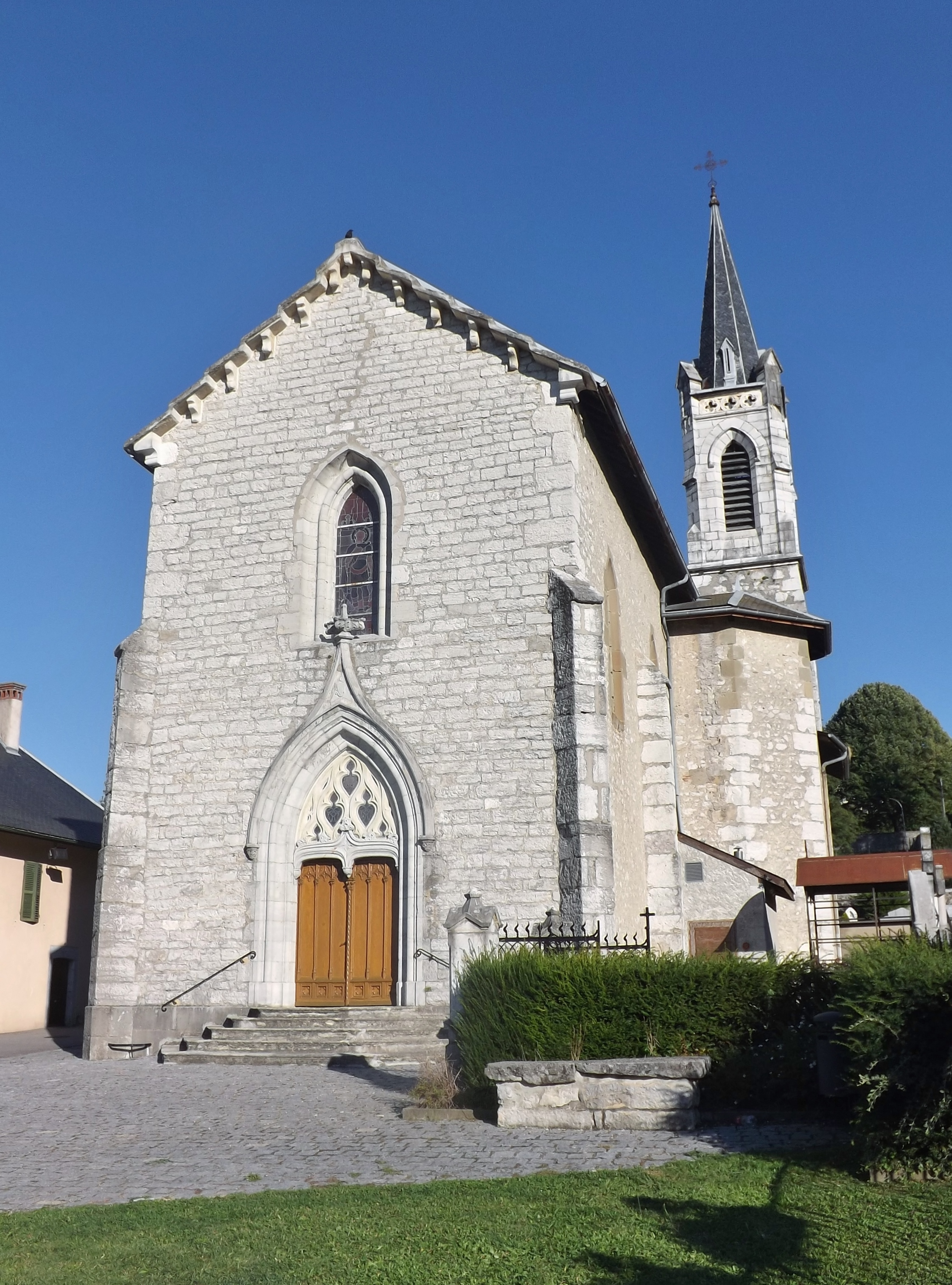
Église paroissiale Saint-Maurice.

- Le château de la Peysse, manoir mentionné au XIVe siècle[31]. comme possession de « Jean Ravais, un notaire et secrétaire du comte de Savoie ». Il passe ensuite à la famille Capris[31], originaire du Piémont, qui le conserve sur cinq générations[32] ;
- La maison forte du Chaney, en limite de Jacob, ancienne propriété de la famille de Bellegarde[31] ;
- La mairie-école, édifiée à la veille de la Seconde Guerre mondiale.
- L'église, dédiée à saint Maurice[9], construite de 1850 à 1852 pour remplacer celle de 1497. La première pierre de cette église de style néogothique, de l'architecte Dénarié, est posée le 29 mai 1850 en présence de Mgr Billet, du roi Victor-Emmanuel II et de son fils Humbert, âgé de six ans, qui scelle la première pierre. Une subvention de 4 000 francs est versée par le Royaume après l'accueil enthousiaste des Jacobins, le prince Humbert offre l'autel de marbre blanc et la reine Marie-Thérèse les vitraux et le mobilier[33].

### Personnalités liées à la commune

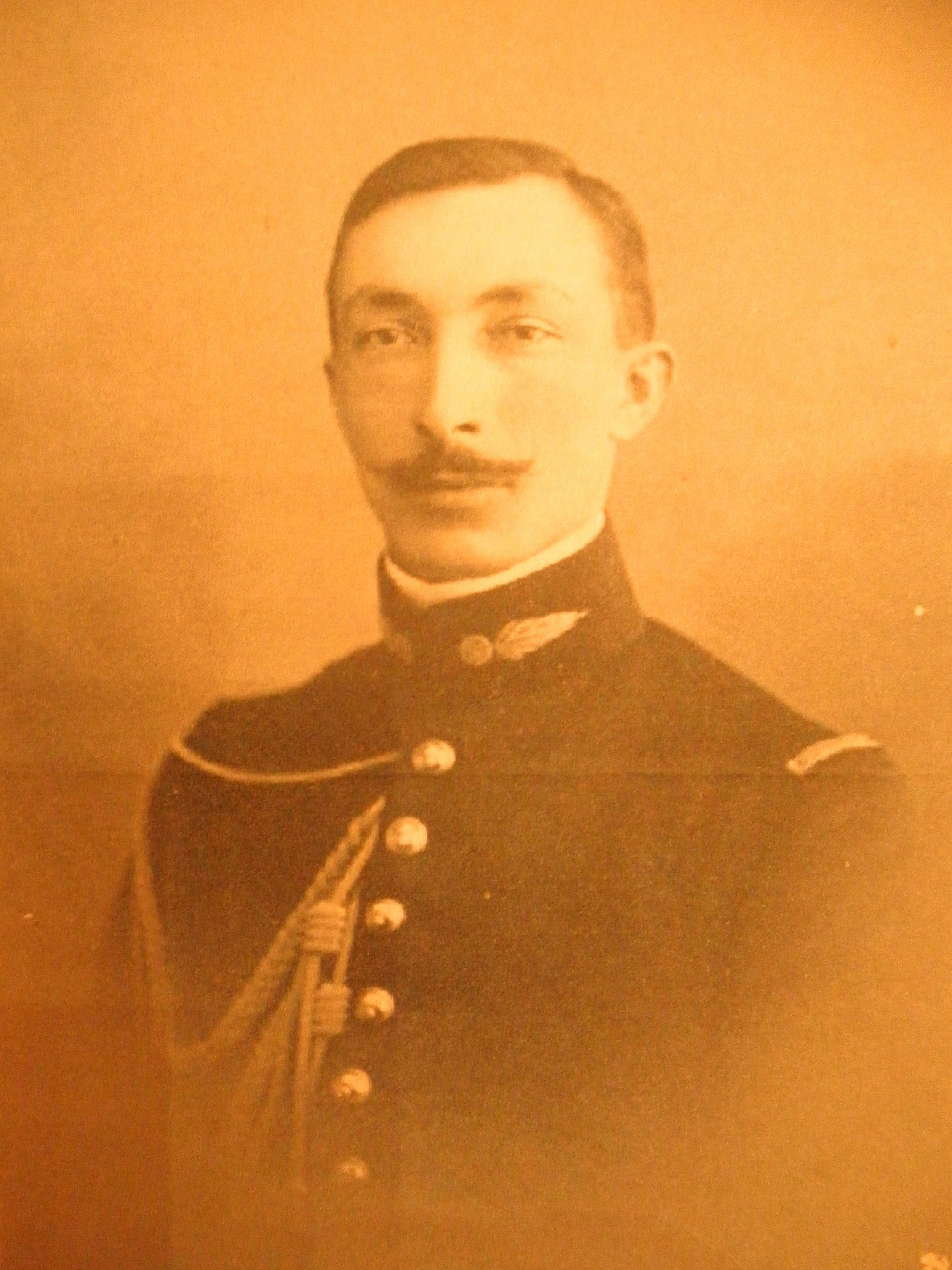
Marius Daille

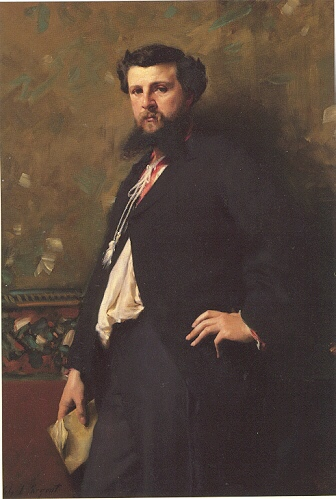
Édouard Pailleron

- Émile Pouvillon (1840-1906)

Cet écrivain originaire du Quercy et proche de Jules Vallès, est décédé dans la commune
- Georges Cartier (1877-1960)

Ce général, ayant participé à la Grande Guerre et à la Seconde Guerre mondiale, est décédé dans la commune.
- Marius Daille (1878-1978).

Ce général de corps d'armée français a également participé à la Première Guerre mondiale et à la Seconde Guerre mondiale, notamment en commandant le 45e corps d'armée de forteresse a vécu dans la commune.
- Édouard Pailleron (1834-1899)

Ce dramaturge, poète et journaliste français possédait une villa, située au clos Pailleron dénommée « villa La Souris » en référénce au titre d'une de ses œuvres théâtrales écrite en 1887. La villa est toujours visible au no 8 de la rue Édouard-Pailleron.